# Sorin Cîmpeanu
Sorin Mihai Cîmpeanu (ur. 18 kwietnia 1968 w Bukareszcie) – rumuński inżynier, nauczyciel akademicki i polityk, parlamentarzysta, w latach 2014–2015 i 2020–2022 minister edukacji, w listopadzie 2015 pełniący obowiązki premiera Rumunii.

## Życiorys
W 1991 ukończył studia na wydziale melioracji i inżynierii środowiska Uniwersytetu Nauk Rolniczych i Medycyny Weterynaryjnej w Bukareszcie (USAMV). W 2000 na tej samej uczelni uzyskał stopień naukowy doktora. Od 1991 przez rok pracował jako inżynier w instytucie badawczym, w 1992 został nauczycielem akademickim na USAMV. Był także koordynatorem grup eksperckich w różnych programach prowadzonych przez resort edukacji. Doszedł do stanowiska profesora na macierzystej uczelni. Pełnił funkcję prodziekana swojego wydziału (2004–2008), a w latach 2012–2014 zajmował stanowisko rektora USAMV w Bukareszcie. Został członkiem korespondentem rumuńskiej akademii nauk technicznych, a także członkiem różnych krajowych towarzystw i instytucji naukowych. Powrócił na funkcję rektora USAMV w 2016.
W grudniu 2014 wszedł w skład czwartego rządu Victora Ponty jako minister edukacji narodowej i badań naukowych. 5 listopada 2015, po przyjęciu dymisji Victora Ponty, prezydent Klaus Iohannis powierzył mu tymczasowe pełnienie obowiązków premiera Rumunii. Zakończył pełnienie tych funkcji 17 listopada 2015. W 2016 z ramienia Sojuszu Liberałów i Demokratów uzyskał mandat posła do Izby Deputowanych.
Dołączył później do ugrupowania PRO Rumunia, wchodząc w skład jego ścisłego kierownictwa. W listopadzie 2019 wbrew stanowisku tej partii poparł rząd Ludovika Orbana, a w styczniu 2020 przystąpił do kierowanej przez nowego premiera Partii Narodowo-Liberalnej. Z jej ramienia w tym samym roku został wybrany w skład Senatu (reelekcja w 2024).
W grudniu 2020 z rekomendacji PNL został ministrem edukacji w gabinecie Florina Cîțu. Utrzymał tę funkcję w listopadzie 2021, gdy stanowisko premiera objął Nicolae Ciucă. Zakończył urzędowanie we wrześniu 2022; podał się do dymisji, gdy pojawiły się zarzuty, że dopuścił się plagiatu w prowadzonych kursach uniwersyteckich.